# Michael Gross (attore)
Michael Edward Gross (Chicago, 21 giugno 1947) è un attore statunitense.

## Biografia
È noto principalmente per aver interpretato il ruolo di Steven Keaton nella serie televisiva Casa Keaton negli anni ottanta e per aver recitato nella fortunata serie di film Tremors, serie in cui interpreta il ruolo di Burt Gummer, un paramilitare patito delle armi. Ai sette film della serie si è aggiunta anche una serie televisiva in 13 episodi, alla quale Gross ha preso parte. Ha interpretato il padre di John Carter in E.R. - Medici in prima linea, e il padre di Ted Mosby in How I Met Your Mother.

## Vita privata
Dal 2 giugno 1984 Gross è sposato con la direttrice del casting Elza Bergeron, da cui ha avuto due figli, Theodore e Katharine.

## Filmografia parziale

### Cinema
- Dimmi quello che vuoi (Just Tell Me What You Want), regia di Sidney Lumet (1980)
- Affari d'oro (Big Business), regia di Jim Abrahams (1988)
- Tremors, regia di Ron Underwood (1990)
- Cool as Ice, regia di David Kellogg (1991)
- Alan & Naomi, regia di Sterling Van Wagenen (1992)
- In the Heat of Passion II: Unfaithful, regia di Catherine Cyran (1994)
- Tremors 2: Aftershocks, regia di Steven Seth Wilson (1996)
- A volte ritornano ancora (Sometimes They Come Back...Again), regia di Adam Grossman (1996)
- Scacco all'organizzazione (Kounterfeit), regia di John Asher (1996)
- True Heart, regia di Catherine Cyran (1997)
- Rischio d'impatto (Ground Control), regia di Richard Howard (1998)
- Tremors 3 - Ritorno a Perfection (Tremors 3: Back to Perfection), regia di Brent Maddock (2001)
- Tremors 4 - Agli inizi della leggenda (Tremors 4: The Legend Begins), regia di Steven Seth Wilson (2003)
- El Sonoma, regia di Mitch Field (2008)
- Un americano in Cina, regia di Ron Berrett (2008)
- 100 Million BC - La guerra dei dinosauri (100 Million BC), regia di Griff Furst (2008)
- Broken Windows, regia di Tony Hickman (2008)
- Stay Cool, regia di Ted Smith (2009)
- Pizza Man, regia di Joe Eckardt (2011)
- Atlas Shrugged II: The Strike, regia di John Putch (2012)
- Meant to Be, regia di Bradley Dorsey (2012)
- Tremors 5: Bloodlines, regia di Don Michael Paul (2015)
- Rosemont, regia di Daniel Petrie Jr. (2015)
- Quackerz, regia di Viktor Lakisov (2016)
- Last Call at Murray's, regia di Linda Palmer (2016)
- Holidays, regia di Anthony Scott Burns, Kevin Kolsch (2016)
- Camp Cool Kids, regia di Lisa Arnold (2016)
- C Street, regia di Peter James Iengo (2016)
- Tremors: A Cold Day in Hell, regia di Don Michael Paul (2018)
- Noelle, regia di Marc Lawrence (2019)
- Tremors: Shrieker Island, regia di Don Michael Paul (2020)
- The Merry Gentlemen, regia di Peter Sullivan (2024)

### Televisione
- A Girl Named Sooner, regia di Delbert Mann – film TV (1975)
- F.D.R.: The Last Year, regia di Anthony Page – film TV (1980)
- Dream House, regia di Joseph Hardy – film TV (1981)
- Joseph Hardy, regia di Lee H. Katzin – film TV (1982)
- Gloria Vanderbilt (Little Gloria... Happy at Last), regia di Waris Hussein – film TV (1982)
- Cook & Peary: The Race to the Pole, regia di Robert Day – film TV (1983)
- Summer Fantasy, regia di Noel Nosseck – film TV (1984)
- Detective per amore (Finder of Lost Loves) – serie TV, 1 episodio (1985)
- Family Ties Vacation, regia di Will Mackenzie – film TV (1985)
- A Letter to Three Wives, regia di Larry Elikann – film TV (1985)
- Giudice di notte (Night Court) – serie TV, 1 episodio (1987)
- Quando morire, regia di Paul Wendkos – film TV (1987)
- Day by Day – serie TV, 1 episodio (1988)
- Assassini a Miami, regia di Dick Lowry – film TV (1988)
- Casa Keaton (Family Ties) – serie TV, 171 episodi (1982-1989)
- A Connecticut Yankee in King Arthur's Court, regia di Mel Damski – film TV (1989)
- In lotta per l'onore, regia di Jerry London – film TV (1990)
- Delitti al tramonto, regia di Dick Lowry – film TV (1991)
- Il volto confuso dell'assassino, regia di Michael Switzer – film TV (1992)
- Firestorm: 72 Hours in Oakland, regia di Michael Tuchner – film TV (1993)
- Batman – serie TV, 1 episodio (solo voce) (1993)
- Una piccola vita da salvare, regia di Christian Duguay – film TV (1994)
- Giustizia per un amico, regia di Dick Lowry – film TV (1994)
- Dream On – serie TV, 1 episodio (1994)
- Inferno bianco (Avalanche), regia di Paul Shapiro – film TV (1994)
- Awake to Danger, regia di Michael Tuchner – film TV (1995)
- Deceived by Trust: A Moment of Truth Movie, regia di Chuck Bowman – film TV (1995)
- Airport '96 - Ostaggi a bordo, regia di Charles Correll – film TV (1996)
- Ed McBain's 87th Precinct: Ice, regia di Bradford May – film TV (1996)
- The Making of a Hollywood Madam, regia di Michael Switzer – film TV (1996)
- Oltre i limiti (The Outer Limits) – serie TV, 1 episodio (1996)
- Terra promessa (Promised Land) – serie TV, 1 episodio (1996)
- Ed McBain's 87th Precinct: Heatwave, regia di Douglas Barr – film TV (1997)
- The Hunger – serie TV, 1 episodio (1997)
- Batman of the Future – serie TV, 1 episodio (solo voce) (1999)
- Batman Beyond: The Movie, regia di Curt Geda, Butch Lukic – film TV (solo voce) (1999)
- Ally McBeal – serie TV, 1 episodio (1999)
- The Norm Show – serie TV, 2 episodi (1999)
- Law & Order - I due volti della giustizia (Law & Order) – serie TV, 1 episodio (2000)
- Spin City – serie TV, 1 episodio (2000)
- In tribunale con Lynn (Family Law) – serie TV, 1 episodio (2000)
- Law & Order: Criminal Intent – serie TV, episodio 1x12 (2002)
- Law & Order - Unità vittime speciali (Law & Order: Special Victims Unit) – serie TV, 2 episodi (2002-2016)
- Tremors - La serie (Tremors) – serie TV, 13 episodi (2003)
- E.R. - Medici in prima linea (ER) – serie TV, 6 episodi (2001-2004)
- Combustión, regia di Kelly Sandefur – film TV (2004)
- The Drew Carey Show – serie TV, 4 episodi (2004)
- Mrs. Harris, regia di Phyllis Nagy – film TV (2005)
- CSI: NY – serie TV, episodio 2x07 (2005)
- Boston Legal – serie TV, 1 episodio (2007)
- Medium – serie TV, 1 episodio (2008)
- Febbre d'amore (The Young and the Restless) – serie TV, 36 episodi (2008-2009)
- Parks and Recreation – serie TV, 1 episodio (2010)
- Tim and Eric Awesome Show, Great Job! – serie TV, 1 episodio (2010)
- Psych – serie TV, 1 episodio (2010)
- How I Met Your Mother – serie TV, 3 episodi (2006-2011)
- Brothers & Sisters - Segreti di famiglia (Brothers & Sisters) – serie TV, 1 episodio (2011)
- I Griffin (Family Guy) – serie TV, 1 episodio (solo voce) (2011)
- Drop Dead Diva – serie TV, 1 episodio (2011)
- Curb Your Enthusiasm – serie TV, 1 episodio (2011)
- I 12 desideri di Natale, regia di Peter Sullivan – film TV (2011)
- L'assassina dagli occhi blu, regia di Stephen Kay – film TV (2012)
- Il passato non muore mai (Adopting Terror), regia di Micho Rutare – film TV (2012)
- NTSF:SD:SUV – serie TV, 1 episodio (2012)
- CSI - Scena del crimine (CSI) – serie TV, 1 episodio (2012)
- La lista di Babbo Natale (Naughty or Nice), regia di David Mackay – film TV (2012)
- Zeus e il Natale in California, regia di Michael Feifer – film TV (2012)
- Dan Vs. – serie TV, 5 episodi (2011-2013)
- Call Me Fitz – serie TV, 5 episodi (2013)
- L'uomo di casa (Last Man Standing) – serie TV, 1 episodio (2014)
- Suits – serie TV, 4 episodi (2014)
- Partners – serie TV, 1 episodio (2014)
- Anger Management – serie TV, 3 episodi (2014)
- Grace and Frankie – serie TV, 4 episodi (2015-2016)
- Carbon Dating – serie TV, 6 episodi (2015)
- Becoming Santa, regia di Christie Will – film TV (2015)
- The Stanley Dynamic – serie TV, 5 episodi (2015-2016)
- Togetherness – serie TV, 1 episodio (2016)
- La sorella della sposa (Sister of the Bride), regia di Sam Irvin e Fred Olen Ray – film TV (2019)
- Il Natale di Holly (Christmas Reservations), regia di Deanne Foley – film TV (2019)

## Doppiatori italiani
Nelle versioni in italiano delle opere in cui ha recitato, Michael Gross è stato doppiato da:
- Oliviero Dinelli in E.R. - Medici in prima linea, Law & Order - Unità vittime speciali (ep 4x04), The Affair - Una relazione pericolosa
- Paolo Buglioni in Tremors: A Cold Day in Hell, La sorella della sposa, Il Natale di Holly
- Franco Zucca in Tremors 2: Aftershocks, Tremors 5: Bloodlines, Il passato non muore mai
- Luca Biagini in Inferno bianco, Law & Order - I due volti della giustizia
- Gino La Monica in CSI - Scena del crimine, Tremors: Shrieker Island
- Sandro Iovino in Tremors, CSI N.Y.
- Donato Sbodio in Tremors 3: Ritorno a Perfection, Tremors (serie TV)
- Vittorio Amandola in Gloria Vanderbilt
- Natale Ciravolo in Ally McBeal
- Augusto Di Bono in Law & Order: Criminal Intent
- Rodolfo Bianchi in Combustión
- Natale Ciravolo in Tremors 4: Agli inizi della leggenda
- Dario Penne in 100 Million B.C. - La Guerra dei Dinosauri
- Ambrogio Colombo in Medium
- Vladimiro Conti in Parks and Recreation
- Mario Scarabelli in How I Met Your Mother
- Sergio Di Stefano in Casa Keaton
- Giorgio Lopez in Noelle
- Angelo Nicotra in I 12 desideri di Natale
- Luciano De Ambrosis in Mrs. Harris
- Manlio De Angelis in Drop Dead Diva
- Massimo Rinaldi ne L'uomo di casa
- Saverio Indrio in Suits
- Enrico Pallini in Grace and Frankie (ep. 1x11, 1x12)
- Silvio Anselmo in Grace and Frankie (ep. 5x02, 5x09)
- Alberto Angrisano in Law & Order - Unità vittime speciali (ep 17x21)
- Eugenio Marinelli in Boston Legal
- Pieraldo Ferrante in Psych
- Mario Brusa in Anger Management
- Michele Gammino in The Merry Gentlemen